# 오텔핑엔역
오텔핑엔역(독일어: Otelfingen)은 스위스 취리히주 오텔핑엔 시정촌에 위치한 기차역이다. 이 역은 베팅엔역과 취리히 욀리콘역 사이의 푸르탈 철도 노선에 있다.
오텔핑엔은 취리히 중앙역을 오가는 S6 노선의 기차가 운행하는 취리히 S-반의 정류장이며, 여행 시간은 30분 미만이다. 역은 월요일부터 토요일까지 1시간에 2회 운행하는 글라탈버스 버스 노선 450으로 오텔핑엔 및 보펠젠 마을과 연결되어 있다.
오텔핑엔은 이전 니더글라트-오텔핑엔 철도 노선의 교차점으로, 한때 뷜라흐-레겐스베르크 철도의 뷜라흐 지점에 있는 니더글라트역과 연결되었지만, 1937년에 열차를 통해 폐쇄되었다. 이 노선의 짧은 구간은 사이딩으로 유지되었다. 역의 바로 동쪽에 있는 본선에 합류한다.